# John Henry Marsalis
John Henry Marsalis (ur. 9 maja 1904, zm. 26 czerwca 1971) – amerykański polityk.
W latach 1949–1951 z ramienia Partii Demokratycznej przez jedną dwuletnią kadencję Kongresu Stanów Zjednoczonych reprezentował trzeci okręg wyborczy w stanie Kolorado w Izbie Reprezentantów Stanów Zjednoczonych.